# قيس غانم
قيس غانم (مواليد 31 ديسمبر 1997) لاعب كرة قدم من عرب ال 48 يلعب كمهاجم لفريق هبوعيل تل أبيب من الدّوري الإنجليزي الممتاز.

## مسيرته المهنيّة:
ولد  قيس غانم في زيمر لعائلة عربية مسلمة. بدأ مسيرته في فريق مكابي عيمك حيفر للأطفال حيث لعب لمدة ست سنوات. في موسم 2012/2013 ، سجل 55 هدفًا بالدوري بالزي الرسمي لفريق البنين الثاني.
في صيف 2015 التحق بفريق شباب هبوعيل رمات هشارون. في 4 سبتمبر/أيلول  2015 ، ظهر لأول مرة مع فريقه الأول في تعادل 0-0 ضد هبوعيل بتاح تكفا في كأس توتو. أما  في 17 أبريل 2016 ، ظهر لأول مرة في الدوري الوطني بالتعادل 1-1 امام هبوعيل القدس. في موسم 2017/2018 انضم رسميًا إلى فريق الكبار، وفي هذا الموسم قدّم 34 مباراة وسجّل 10 أهداف في الدّوري.
في 21 آب  2018 ، تمت إعارة غانم إلى هبوعيل رعنانا من الدّوري الممتاز حتى نهاية الموسم مع خيار الشّراء.
في 1 أيلول 2018 ، ظهر غانم لأول مرة في الدوري الإنجليزي الممتاز بفوزه بنتيجة 1-2 على كريات شمونة، حيث سجل أيضًا هدفه الأول للفريق. في 29 نيسان / أبريل 2019 ، اشترت رعنانا نصف بطاقة اللاعب غانم مقابل 700 ألف شيكل 
في 6 فبراير/ شباط  2020 ، وقّع غانم مع هبوعيل بئر السّبع من الدوري الممتاز، لمدة أربعة مواسم ونصف مع خيار موسم آخر، عندما اشترى بئر السبع 60٪ من تذكرته مقابل 1.7 مليون دولار 
في 6 أكتوبر 2020 ، تمت إعارة غانم إلى هبوعيل حيفا من الدوري الممتاز، حتى نهاية الموسم. في 7 يونيو 2022 ، تم إطلاق سراح غانم من بئر السبع ووقع مع هبوعيل تل أبيب من الدوري الممتاز، لمدة عامين  حيث سجل الهدف الأول ضد بيتار القدس في كأس توتو للدوري الممتاز
في 6 أكتوبر/ تشرين الأول  2020 ، تمت إعارة غانم إلى هبوعيل حيفا من الدّوري الممتاز، حتى نهاية الموسم. في 7 حزيران 2022 ، تم إطلاق سراح غانم من بئر السبع ووقّع مع هبوعيل تل أبيب من الدّوري الممتاز، لمدة عامين حيث سجل الهدف الأول ضدّ بيتار القدس في كأس توتو للدّوري الممتاز.